# 欧洲自然信息系统
欧洲自然信息系统（European Nature Information System）是由欧洲环境署维护的在线数据库，系统中收录欧洲的生物物种、栖息地类型、受保护地点等数据。该系统是欧洲生物多样性数据中心（European Biodiversity data centre）的一部分。
数据库支持文本搜索以及使用GIS工具在地图上呈现结果。用户可以将数据下载至本地。
截至2007年，数据库收录有275,000个分类群。物种资料包括Natura 2000框架中的的栖息地类型和指定地点；来自欧洲生物多样性主题中心汇编的材料；相关国际公约和IUCN红色名录；欧洲环境署所报告的活动。